# Kovács János (plébános, 1819–1883)
Kovács János (Zsitvaújfalu, 1819. november 28. – Néved, 1883. március 12.) római katolikus plébános.

## Élete
A bölcseletet és teológiát Nagyszombatban hallgatta. 1843. július 15-én fölszenteltetett. Segédlelkész volt Szenicen, 1844-től Bazinban, 1849-től Szomolányban, 1853. január 28-án Alsódióson lett plébános és 1859. október 24-től ismét Szomolányban. Innét 1860. február 25-én a Jézus-társaságába lépett; azonban március 14-én már elhagyta a rendet, visszatért az esztergomi főegyházmegyébe és a névedi (Bars megye) plébániát kapta, ahol 1883-ban meghalt.

## Művei
- Ode cels. ac rev. dno Joanni Bapt. Scitovszky de Nagy-Kér... ecclesiae Strigoniensis archiepiscopo occasione visitationis canonicae in ecclesia et parochia Szomolán die 14. May 1851. Tyrnaviae.
- Ode emin. ac. ref. dno... Joanni Bapt. Scitovszky de Nagy-Kér, metrop. ecclesiae Strigoniensis archiepiscopo... occasione solennis consertationis basilicae Strigoniensis dominica 16 post pentecosten in diem 31. Augusti 1856. incidente a districtu vicariali Trirnaviensi in perenne filialis observatiae documentum oblata. Uo.
- Ode emin. ac rev. dno Joanni Baptistae Scitovszky de Nagy-Kér metrop. ecclesiae Strigoniensis archiepiscopo... dum dominica 21. post pentecosten in diem 6-am Novembris 1859. incidente jubilaeum sacerdotii celebraret a districtu vicariali Tyrnaviensi in perenne filialis pietatis documentum oblata. Uo.
- Semi-Jubileum sacerdotale, quod admodum rev. dnus Andreas Kubriczky v.-a.-diaconus et parochus Taksonyensium, completo seculi quadrante presbyter una cum convocatis ad se undequaque suis condam in tirocinio ecclesiastico scholae sociis 15. Julii 1868 peregit per ... celebratum. Nitriae, 1868.
- Aemulatio virtutum in depromendis votis Joanni cordinali Simor, archi-episcopo Strigoniensi principi primati dum robro galero Romae decoratus rediret... Uo. 1874.
- Ode emin. ac rev. dno cardinali Johanni Simor...dum Sacra purpura decoraretur festo S. Joannis Apost. & Evang. 1873. nomine districtus vice-archi-diaconalis Verebélyensis a .. Ugyanott, 1874.
- Ode honoribus Joannis cardinalis Simor occassione sacri ubilaei anno 1875. celebrati festo nativitatis S. Joannis B. ... Ugyanott, 1875.
- Ode honoribus Joannis cardinalis Simor occassione festo nativitatis S. Joannis B. Ugyanott, 1875.
- Ode in honorem sanctissimi patris papae-regis Pii noni ecclesiam Christi fidelem gloriose gubernantis ad jubilaeum, dum quinquagesimum annum suae in episcopum consecrationis exultante orbe et urbe incolumis recoleret die 3. Junii anni 1877., in perennem profundissimae venerationis tesseram pie oblata. Uo.
- Tesera fraternae dilectionis honoribus adm. rev. dni Stephani Bolemann de Dezsér parochi Alsó-Györödensis zelantissimi... ad jubilaeum, quum annum parochialis officii in Alsó-Györöd vicesimum quintum felix faustusque expleret, die 12. Maji anni 1881. oblata. Levae. 1881.
- Ode honoribus Joan. card. Simor, quum annum episcopalis dignitatis vigesinum quintum felix expleret. Nitriae, 1882.